# Cenobamato
El cenobamato, vendido bajo las marcas Xcopri (EE. UU.) y Ontozry (UE), es un medicamento utilizado para el tratamiento de las crisis parciales, un tipo de epilepsia, en adultos. Se toma por vía oral.
El cenobamato fue aprobado para uso médico en los Estados Unidos en noviembre de 2019  y se incluyó en el Anexo V de la Ley de Sustancias Controladas en marzo de 2020.  Fue aprobado para uso médico en la Unión Europea en marzo de 2021. 

## Usos médicos
En Estados Unidos, el cenobamato está indicado para el tratamiento de las crisis parciales en adultos. 
En la Unión Europea, está indicado para el tratamiento complementario de las crisis de inicio focal con o sin generalización secundaria en adultos con epilepsia que no han sido controlados adecuadamente a pesar de un historial de tratamiento con al menos dos medicamentos antiepilépticos.

## Contraindicaciones
El cenobamato acorta el intervalo QT del ritmo cardíaco. Por lo tanto, está contraindicado en personas con síndrome de QT corto familiar, una enfermedad muy rara del sistema eléctrico del corazón.

## Efectos adversos
Los efectos secundarios más frecuentes son somnolencia (en el 37% de las personas que toman el fármaco), mareos (33%) y fatiga (24%). También son frecuentes los trastornos de la vista, el dolor de cabeza y los niveles elevados de potasio en sangre (más de 5 mmol/L). La hipersensibilidad ocurre en menos del 1% de los pacientes, la reacción farmacológica con eosinofilia y síntomas sistémicos (DRESS) en menos del 0,1%.

## Sobredosis
Existen pocos datos relativos a la sobredosis de cenobamato. Es de esperar que se produzcan los efectos adversos descritos, como somnolencia, mareos y fatiga, así como posiblemente problemas con el ritmo cardiaco. No existe ningún antídoto específico.

## Interacciones
El uso de cenobamato junto con otros depresores del sistema nervioso central, como barbitúricos, benzodiazepinas o alcohol, puede provocar un aumento de la somnolencia y otros síntomas del sistema nervioso central .
El cenobamato induce las enzimas CYP3A4 y CYP2B6 y, por tanto, puede disminuir las concentraciones sanguíneas de fármacos que son metabolizados por estas enzimas (por ejemplo, midazolam y bupropión, respectivamente). Por el contrario, inhibe la enzima CYP2C19, aumentando potencialmente las concentraciones de fármacos metabolizados por esta enzima (por ejemplo, omeprazol ).

## Farmacología

### Mecanismo de acción
El cenobamato es un bloqueador de los canales de sodio dependientes de voltaje (VGSC).  Es un bloqueante selectivo del estado inactivado de los VGSC, inhibiendo preferentemente la corriente de sodio persistente. Se ha propuesto que el cenobamato potencia adicionalmente la liberación presináptica de ácido γ-aminobutírico (GABA), aumentando así la neurotransmisión inhibidora GABAérgica.

### Farmacocinética
El cenobamato se absorbe en el intestino al menos en un 88% y alcanza las concentraciones más altas en el plasma sanguíneo después de una a cuatro horas. Cuando está en el torrente sanguíneo, el 60% de la sustancia se une a las proteínas plasmáticas, principalmente a la albúmina. El cenobamato se inactiva principalmente por glucuronidación a través de la enzima UGT2B7 y, en menor medida, UGT2B4. Las enzimas CYP2E1, CYP2A6, CYP2B6, CYP2C19 y CYP3A4 desempeñan funciones menores en el metabolismo del fármaco.
Las condiciones del estado estacionario se alcanzan después de 14 días. El cenobamato y sus metabolitos se eliminan principalmente por la orina y sólo un 5,2% por las heces. La vida media terminal es de 50 a 60 horas.

## Historia
La seguridad y eficacia del cenobamato para tratar las crisis de inicio parcial se estableció en dos estudios aleatorizados, doble ciego y controlados con placebo en los que participaron 655 adultos. En estos estudios, los pacientes presentaban crisis de inicio parcial con o sin generalización secundaria durante una media de aproximadamente 24 años y una frecuencia media de crisis de 8,5 crisis cada 28 días durante un período basal de 8 semanas. Durante los ensayos, las dosis de 100, 200 y 400 miligramos (mg) diarios redujeron el número de crisis cada 28 días en comparación con el grupo placebo.

## Sociedad y cultura

### Estatus legal
La Administración de Medicamentos y Alimentos de EE. UU. (FDA) aprobó el cenobamato en noviembre de 2019 y concedió la solicitud de Xcopri a SK Life Science Inc.
El 28 de enero de 2021, el Comité de Medicamentos de Uso Humano (CHMP) de la Agencia Europea de Medicamentos (EMA) adoptó un dictamen positivo, recomendando la concesión de una autorización de comercialización.  El solicitante de este medicamento es Arvelle Therapeutics Netherlands BV  Ontozry fue aprobado el 26 de marzo de 2021.  